# Halbhartkäse
Halbhartkäse ist ein Schweizer Käsetyp. Nach Art. 52 Abs. 2 VLtH wird gereifter Käse nach dem Wassergehalt im fettfreien Käse (wff) in folgende Festigkeitsstufen eingeteilt:
a. extra-hart bis 500 g/kg;
b. hart mehr als 500 bis 540 g/kg;
c. halbhart mehr als 540 bis 650 g/kg;
d. weich mehr als 650 g/kg.
Diese Einteilung hat nichts mit dem Fettgehalt in Trockenmasse zu tun. In Deutschland gilt eine andere Einordnung nach anderen Kriterien. Schweizer Halbhartkäse lässt sich am ehesten mit deutschem Schnittkäse vergleichen.
Halbhartkäse wird aus pasteurisierter Milch oder Rohmilch erzeugt, Reifezeit ist von 3 bis 6 Monaten. Beispiele: Raclette, Appenzeller, Tilsiter, Tête de Moine, Vacherin fribourgeois und Bergkäse.